# نوورا احمد
نوورا احمد (به‌انگلیسی: Novera Ahmed; بهبنگالی: নভেরা আহমেদ; زاده ۲۹ مارس ۱۹۳۹ – درگذشته ۶ مه ۲۰۱۵) یک زن مجسمه‌ساز مدرن اهل بنگلادش بود. او اولین مجسمه‌ساز مدرن در بنگلادش محسوب می‌شود و آثار متمایز او از مضامین غربی و مفاهیم عامیانه، بومی و بودایی وام گرفته‌اند تا تجربیات زنان را منعکس کند.

## سنین جوانی
نوورا احمد در ۲۹ مارس ۱۹۳۹ در سونداربانس در جمهوری بنگال، آن زمان در هند بریتانیا، در جریان شکار تمساح دریایی در بزرگ‌ترین باتلاق حرا در رود گنگ، به دنیا آمد. خانه اجدادی او در چیتاگونگ بود. او از سنین جوانی به مجسمه‌سازی علاقه‌مند شد و تماشای مادرش که عروسک‌ها و خانه‌های گلی می‌ساخت در الهام گرفتن او اثر گذاشت. نوورا در مقابل پدرش که می‌خواست او با خانواده‌ای اصیل ازدواج کند، مقاومت کرد و اصرار داشت که می‌خواهد مجسمه‌ساز شود.

## تحصیلات
نوورا در کلکته و کامیلا تحصیل کرد. در سال ۱۹۵۵ دیپلم طراحی در دوره مدلسازی و مجسمه‌سازی از کالج هنر کامبرول در لندن دریافت کرد. او در کامبرول زیر نظر مجسمه‌ساز بریتانیایی یاکوب اپستاین و کارل ووگل اهل چکسلواکی تحصیل کرد. او در سال ۱۹۶۶ با هنرمند دانمارکی آسگر جورن در پاریس آشنا شد. او مجسمه‌سازی اروپایی را زیر نظر مجسمه‌ساز ونتورینو ونچوری در فلورانس و سپس در وین آموخت. او تحت تأثیر بسیاری از مجسمه سازان مدرن غربی مانند هنری مور قرار گرفت.

## زندگی شخصی
نوورا احمد در اواسط سال ۱۹۵۴ در کلکته با یک افسر پلیس ازدواج کرد. این زوج در اواخر سال ۱۹۵۴ طلاق گرفتند.
او در ۱۹۶۳ به فرانسه نقل مکان کرد و در سال ۱۹۸۴ با گرگوار دو برونز ازدواج کرد.

## حرفه
نوورا احمد در سال ۱۹۶۰ با اولین نمایشگاه انفرادی مجسمه‌سازی در بنگلادش و پاکستان همراه با اینر گزه، به شهرت رسید.
او به‌طور مشترک با حمیدور رحمان روی طرح اصلی شهید منار، در داکا کار کرد که از مشهورترین کارهای اوست.
نوورا احمد در طی ۱۹۵۶–۱۹۶۰، او حدود ۱۰۰ مجسمه در داکا ساخت. از ۱۰۰ مجسمه او، در حال حاضر ۳۳ مجسمه در موزه ملی بنگلادش هستند.
اولین نمایشگاه احمد در سال ۱۹۶۰ در دانشگاه داکا برگزار شد. نمایشگاه دیگری از آثار او در سال ۱۹۶۱ در لاهور برگزار شد. آخرین نمایشگاه او نیز در ژوئیه ۱۹۷۳ در پاریس برگزار شد

## سبک و تکنیک
آثار اولیه احمد شبیه اشکال هندسی ساخته شده توسط سنگ و بتن و اشکال انسان - اختلاط شکل انسان و حیوانات بود. سپس از آهن و فولاد و سپس برنز استفاده کرد. او با استفاده از بقایای سقوط هواپیما از ارتش ایالات متحده (۱۹۶۴–۱۹۶۹) شروع به نقاشی با اسپری کرد. پس از تصادفی شدید، نقاشی‌های او شامل اشکال و پیکره‌های یک شخصیت مراقبه بود: فضا، جزیره، پرندگان در آسمان، ققنوس، گل‌ها، آب، آفتاب و ماه، مناظر مینیمالیستی، چهره‌های انسانی که به افقی جدید تبدیل شده‌اند و موارد دیگر.

## درگذشت
نوورا احمد در سال ۲۰۱۰ دچار سکته مغزی شد و از آن زمان روی ویلچر بود. او در ۶ می ۲۰۱۵ در بیمارستانی در پاریس، فرانسه درگذشت.

## بزرگداشت
زین العابدین، هنرمند نقاش، کار او را چنین توصیف کرده‌است: «مدت زیادی طول می‌کشد تا بفهمیم آن چیزی را که نوورا اکنون انجام می‌دهد، او چنین هنرمندی است.»
در سال ۱۹۹۷ دولت بنگلادش به او مدال اکوشی پاداک اعطا کرد.
در اوت ۲۰۱۷، وزارت امور فرهنگی دولت بنگلادش از طرحی برای خرید ده تابلوی نقاشی احمد به قیمت ۴۷۰۰۰ دلار خبر داد.
در ۲۹ مارس ۲۰۱۹، موتور جستجوی گوگل به مناسبت هشتادمین سالگرد تولد احمد با یک دودل یاد او را گرامی داشت.
امروزه بسیاری از آثار او را می‌توان در موزه نوورا احمد، که در سال ۲۰۱۸ توسط همسرش در شهر کوچک لا روش گویون در خارج از پاریس تأسیس شد، مشاهده کرد.

## آثار برگزیده

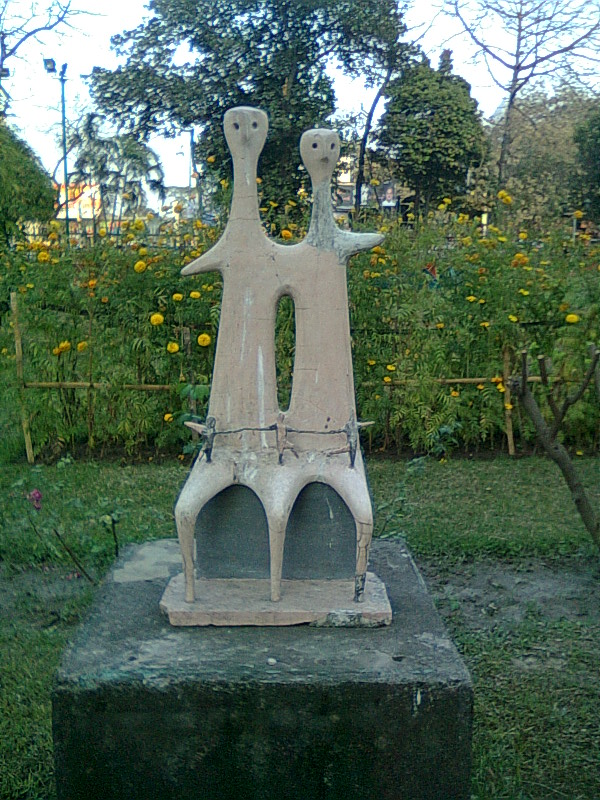
ترکیب بندی
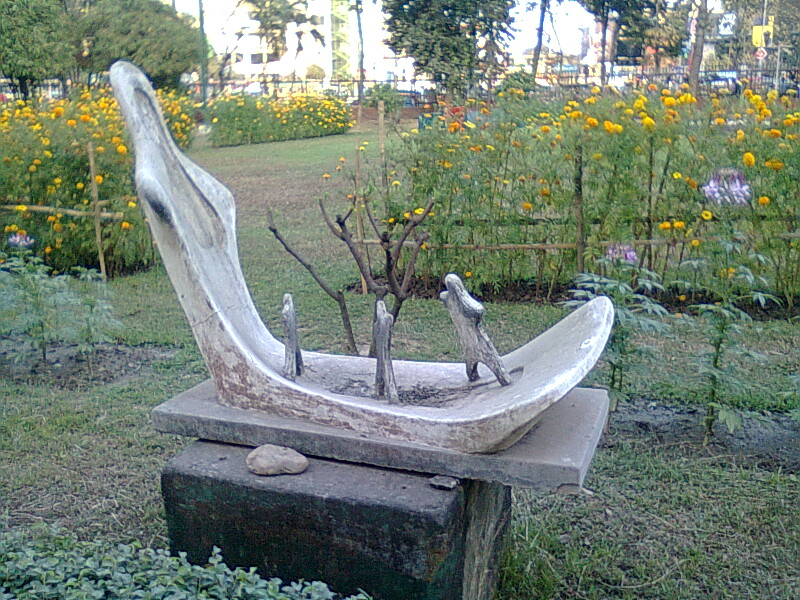
شکل خوابیده
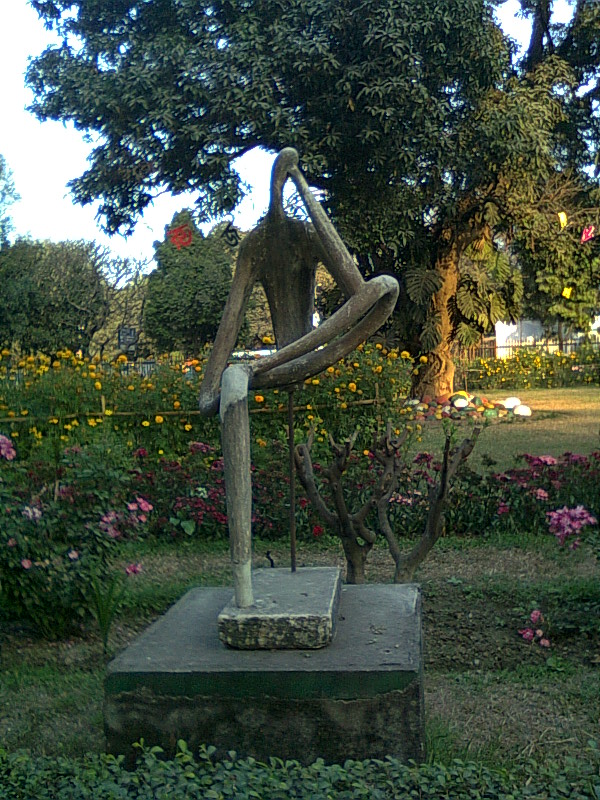
زن نشسته